# 2010年至2011年度香港政府財政預算案
《2010年至2011年度香港政府財政預算案》，由財政司司長曾俊華於2010年2月24日上午11時在香港立法會大樓發表，歷時長約2小時。該份財政預算案是曾司長他任內的第3份報告。

## 主要內容

### 增加印花稅
- 2,000萬元以上樓宇買賣印花稅稅率，由3.75%增至4.25%，買家不可延交稅款。

### 推動基建
- 基本工程開支預算增至496億元
- 落實科學園第三期發展，提供共約9,000個科研及建築職位

### 支援學習
- 在2010學年，向領取綜援或合資格領取學生資助的中小學生家庭，提供全額或半額上網費津貼

### 樓宇維修
- 增撥5億元予「樓宇更新大行動」
- 因馬頭圍道唐樓倒塌事故，市建局立即啟動重建項目，為馬頭圍道、鶴園街及春田街共33個街號舊樓重建，即日下午進行凍結人口調查。

### 安老服務
- 增加1億6,000萬元經常撥款，額外提供超過1,000個安老院舍宿位

### 利民措施
- 為公屋租戶代繳兩個月租金
- 發放額外一個月綜援、高齡及傷殘津貼
- 寬減2009-10年度75%的薪俸稅及個人入息課稅，上限6,000元。政府收入將減少45億元
- 寬免全年差餉，每戶每季以1,500元為上限。90%住宅及60%非住宅物業將不用繳交差餉
- 寬免商業登記費一年
- 向每名領取綜援或學生資助的學生，提供1,000元津貼